# Jane Fellowes
Pour les articles homonymes, voir Fellowes.
Cynthia Jane Fellowes, baronne Fellowes (née Spencer le 11 février 1957) est l'une des sœurs aînées de Diana, princesse de Galles.

## Jeunesse et éducation
Lady Fellowes est la deuxième fille d'Edward John Spencer, 8e comte Spencer (1924–1992) et de l'hon. Frances Burke Roche (1936–2004). Ses parents se marient en 1954 mais divorcent en 1969. Elle a toujours utilisé son deuxième prénom, Jane (tout comme sa sœur aînée qui utilise également son deuxième prénom). L'un des parrains de Jane est le prince Edward, duc de Kent, elle est demoiselle d'honneur lors de son mariage en 1961 avec Katharine Worsley.
Comme ses sœurs, Lady Fellowes fait ses études au pensionnat de West Heath près de Sevenoaks dans le Kent. Des sources disent qu'elle était une excellente élève, obtenant le statut de Préfet d'école et passant un bon nombre d'examens de niveau A.

## Mariage et enfants
Le 20 avril 1978, Jane épouse Robert Fellowes (1941-2024), alors secrétaire privé adjoint de la reine. Lors de la cérémonie à l'Abbaye de Westminster, la sœur de Jane, Diana, est demoiselle d'honneur.
Le 12 juillet 1999, Robert Fellowes reçoit une pairie à vie en tant que baron Fellowes, de Shotesham dans le comté de Norfolk, après avoir été fait chevalier sous l'appellation de Sir Robert Fellowes.
Lord et Lady Fellowes ont trois enfants et quatre petits-enfants :
- Laura Jane Fellowes (née le 19 juillet 1980), épouse Nicholas Peter Pettman le 30 mai 2009. Le couple a deux fils ;
- Alexander Robert Fellowes (né le 23 mars 1983), épouse Alexandra Finlay le 20 septembre 2013. Le couple a deux enfants ;
- Eleanor Ruth Fellowes (née le 20 août 1985).

Laura, Alexander et Eleanor Fellowes sont les neveux de Diana, princesse de Galles ainsi que les cousins germains des princes William et Harry. Laura Fellowes est l'une des marraines de la princesse Charlotte, fille du prince William.

## Relation avec Diana, princesse de Galles
Après la mort de Diana, des opinions contradictoires sur la relation des deux sœurs ont été exprimées. Le majordome de Diana, Paul Burrell déclare que la relation était tendue en raison de la position de Lord Fellowes en tant que secrétaire de la reine et qu'au moment de la mort de Diana, ils ne s'étaient pas parlé depuis un certain nombre d'années. D'autre part, la nounou d'enfance de Diana, Mary Clarke, auteur de mémoires sur son expérience, déclare que les relations entre la baronne et Diana n'étaient pas aussi amères que Burrell et d'autres l'ont dit ou supposé . On ne sait pas quand leur relation s'est détériorée (si c'était le cas), mais les sœurs étaient voisines sur le domaine du palais de Kensington, avec Diana vivant aux numéros 8 et 9 et Lady Fellowes vivant dans une maison appelée Old Barracks.
Sarah et Lady Fellowes se sont envolées pour Paris avec leur ancien beau-frère le prince Charles pour escorter le corps de la princesse pour les funérailles publiques. Des témoins ont rapporté que Lady Fellowes était très bouleversée et avait besoin d'être aidée à s'asseoir sur une chaise après avoir vu le corps de Diana à l'hôpital de Paris. Sarah et Lady Fellowes ont participé à la cérémonie funéraire publique.
Depuis la mort de Diana, Lord et Lady Fellowes ont mené une vie largement privée avec leurs trois enfants. Lady Fellowes a assisté au mariage du prince William et de Catherine Middleton le 29 avril 2011 . Elle a également assisté au mariage du prince Harry et de Meghan Markle le 19 mai 2018, au cours duquel elle a prononcé une lecture .